# Liste der Naturschutzgebiete im Landkreis Würzburg
Im Landkreis Würzburg gibt es 18 Naturschutzgebiete. Zusammen nehmen sie eine Fläche von 509 Hektar ein. Das größte Naturschutzgebiet ist das 2002 eingerichtete Naturschutzgebiet Naturwaldreservat Waldkugel.
| Name                               | Bild | Kennung                   | Kreis                                   | Einzelheiten                                               | Position | Fläche Hektar | Datum |
| ---------------------------------- | ---- | ------------------------- | --------------------------------------- | ---------------------------------------------------------- | -------- | ------------- | ----- |
| Bärnthal-Hüttenthal                | BW   | NSG-00186.01 WDPA: 81367  | Landkreis Würzburg                      |                                                            | ⊙        | 15,16         | 1992  |
| Berg bei Unterleinach              | BW   | NSG-00385.01 WDPA: 162375 | Landkreis Würzburg                      |                                                            | ⊙        | 9,48          | 1966  |
| Blaugrashalden                     |      | NSG-00041.01 WDPA: 81418  | Landkreis Würzburg                      |                                                            | ⊙        | 9,44          | 1984  |
| Blutsee-Moor                       |      | NSG-00556.01 WDPA: 318208 | Landkreis Würzburg                      | Kist                                                       | ⊙        | 5,8           | 1941  |
| Bromberg-Rosengarten               |      | NSG-00569.01 WDPA: 162571 | Würzburg, Landkreis Würzburg            | Würzburg: 35,49 ha Landkreis Würzburg: 1,27 ha             | ⊙        | 36,76         | 1983  |
| Edelmannswald                      | BW   | NSG-00040.01 WDPA: 81572  | Landkreis Würzburg                      |                                                            | ⊙        | 18,87         | 1942  |
| Höhfeldplatte und Scharlachberg    |      | NSG-00610.01 WDPA: 318561 | Landkreis Würzburg                      |                                                            | ⊙        | 34,3          | 2002  |
| Mainhang an der Vogelsburg         |      | NSG-00454.01 WDPA: 164556 | Landkreis Würzburg, Landkreis Kitzingen | Landkreis Würzburg: 26,66 ha Landkreis Kitzingen: 26,31 ha | ⊙        | 52,97         | 1993  |
| Maintalhang Kleinochsenfurter Berg | BW   | NSG-00241.01 WDPA: 164557 | Landkreis Würzburg                      |                                                            | ⊙        | 28,71         | 1985  |
| Marsberg-Wachtelberg               | BW   | NSG-00225.01 WDPA: 164574 | Landkreis Würzburg                      |                                                            | ⊙        | 67,2          | 1984  |
| Naturwaldreservat Waldkugel        |      | NSG-00609.01 WDPA: 318841 | Landkreis Würzburg, Würzburg            | Landkreis Würzburg: 49,58 ha Würzburg: 24,26 ha            | ⊙        | 73,84         | 2002  |
| Trockenhänge bei Böttigheim        |      | NSG-00742.01 WDPA: 389981 | Landkreis Würzburg                      |                                                            | ⊙        | 2,89          | 1999  |
| Trockenhänge bei Böttigheim        |      | NSG-00742.06 WDPA: 349943 | Landkreis Würzburg                      |                                                            | ⊙        | 67,25         | 1999  |
| Trockenhänge bei Böttigheim        |      | NSG-00742.02 WDPA: 389982 | Landkreis Würzburg                      |                                                            | ⊙        | 7,46          | 1999  |
| Trockenhänge bei Böttigheim        |      | NSG-00742.03 WDPA: 389983 | Landkreis Würzburg                      |                                                            | ⊙        | 14,98         | 1999  |
| Trockenhänge bei Böttigheim        |      | NSG-00742.04 WDPA: 389984 | Landkreis Würzburg                      |                                                            | ⊙        | 27,08         | 1999  |
| Trockenhänge bei Böttigheim        |      | NSG-00742.05 WDPA: 389985 | Landkreis Würzburg                      |                                                            | ⊙        | 31,36         | 1999  |
| Zeubelrieder Moor                  |      | NSG-00064.01 WDPA: 82957  | Landkreis Würzburg                      |                                                            | ⊙        | 5,29          | 1952  |
| Legende für Naturschutzgebiet      |      |                           |                                         |                                                            |          |               |       |